# Andrographis chendurunii
Andrographis chendurunii là một loài thực vật có hoa trong họ Ô rô. Loài này được E.S.S.Kumar, A.E.S.Khan & S.G.Gopal mô tả khoa học đầu tiên năm 2004.